# Tausonite
La tausonite (simbolo IMA: Tau) è un raro minerale del supergruppo della perovskite, all'interno del quale viene collocato nel gruppo delle perovskiti stechiometriche e da lì al sottogruppo della perovskite; appartiene alla famiglia minerale degli "ossidi e idrossidi" e possiede composizione chimica SrTiO3.

## Etimologia e storia
La tausonite prende il nome in onore di Lev Vladimirovich Tauson (1917 - 1989), geochimico e petrologo.

## Classificazione
La classica nona edizione della sistematica dei minerali di Strunz, aggiornata dall'Associazione Mineralogica Internazionale (IMA) nel 2009, elenca la tausonite nella classe "4. Ossidi (idrossidi, V[5,6] vanadati, arseniti, antimoniti, bismutiti, solfiti, seleniti, telluriti, iodati)" e nella sottoclasse "4.C Metallo:Ossigeno = 2:3, 3:5 e simili"; questa viene più finemente suddivisa in base alla dimensione dei cationi coinvolti, in modo da trovare la tausonite nella sezione "4.CC Con cationi di media e grande dimensione" dove forma il sistema nº 4.CC.35 insieme a isolueshite, loparite-(Ce), nioboloparite e macedonite.
Questa suddivisione viene mantenuta invariata anche nell'edizione successiva, proseguita dal database "mindat.org" e chiamata Classificazione Strunz-mindat dove all'interno del sistema 4.CC.35 fa la sua comparsa la panguite e dove manca la nioboloparite.
Nella Sistematica dei lapis (Lapis-Systematik) di Stefan Weiß la tausonite si trova nella classe degli "ossidi" e nella sottoclasse degli "ossidi con rapporto metallo:ossigeno = 2:3 (M2O3 e composti correlati)"; qui forma la "serie della perovskite" con il numero di sistema IV/C.10 insieme a perovskite, megawite, lakargiite, latrappite, barioperovskite, macedonite, loparite, isolueshite, pauloabibite, lueshite, natroniobite e vapnikite.
Anche la classificazione dei minerali secondo Dana, usata principalmente nel mondo anglosassone, elenca la tausonite nella famiglia degli "ossidi e idrossidi"; qui è nella classe degli "ossidi" e nella sottoclasse degli "ossidi semplici con carica cationica 3+ (A2O3)" dove forma il sistema nº 04.03.03 insieme a perovskite, latrappite, loparite, lueshite e barioperovskite.

## Abito cristallino
La tausonite cristallizza nel sistema cubico nel gruppo spaziale Pm3m (gruppo nº 221) con la costante di reticolo a = 3,909(4) Å, oltre ad avere 1 unità di formula per cella unitaria.

## Origine e giacitura
La tausonite proveniente dal massiccio di Murun, in Russia, si trova in rocce di tipo egirina-kalsilite, mentre la tausonite proveniente dal Cerro Sarambi (nel dipartimento di Amambay, in Paraguay) è stata trovata in un dicco fenitico in un complesso carbonatitico. La paragenesi è con anatasio, bario-lamprofillite, batisite, egirina, kalsilite, k-feldspato, lamprofillite, magnetite, titanite e wadeite.
La tausonite è un minerale piuttosto raro ed è stata trovata solo in pochi siti: oltre alla sua località tipo, "Tausonitovaya Gorka" nel massiccio di Murunskii in Russia, la tuasonite è stata rinvenuta anche negli oblast' di Murmansk e di Irkutsk, oltre che nel Territorio del Litorale (tutti in Russia); ritrovamenti anche nel deposito delle terre rare di "Zijinshan" presso Lüliang (nello Shanxi, in Cina); a Itoigawa (prefettura di Niigata, Giappone); nel distretto di Anantapur (India); nella miniera di "River Ranch" (nello Zimbabwe); nel dipartimento di Amambay (Paraguay).

## Forma in cui si presenta in natura
La tausonite forma cristalli di forma cubica e cubico-ottaedrica, con dimensioni fino a 2 mm, ma anche cristalli granulari o massivi.
Il minerale è traslucido con lucentezza adamantina; il colore può essere rosso, rosso-marrone, arancione o grigio scuro, mentre il colore del suo striscio è bianco-brunastro.